# Oswald Malura

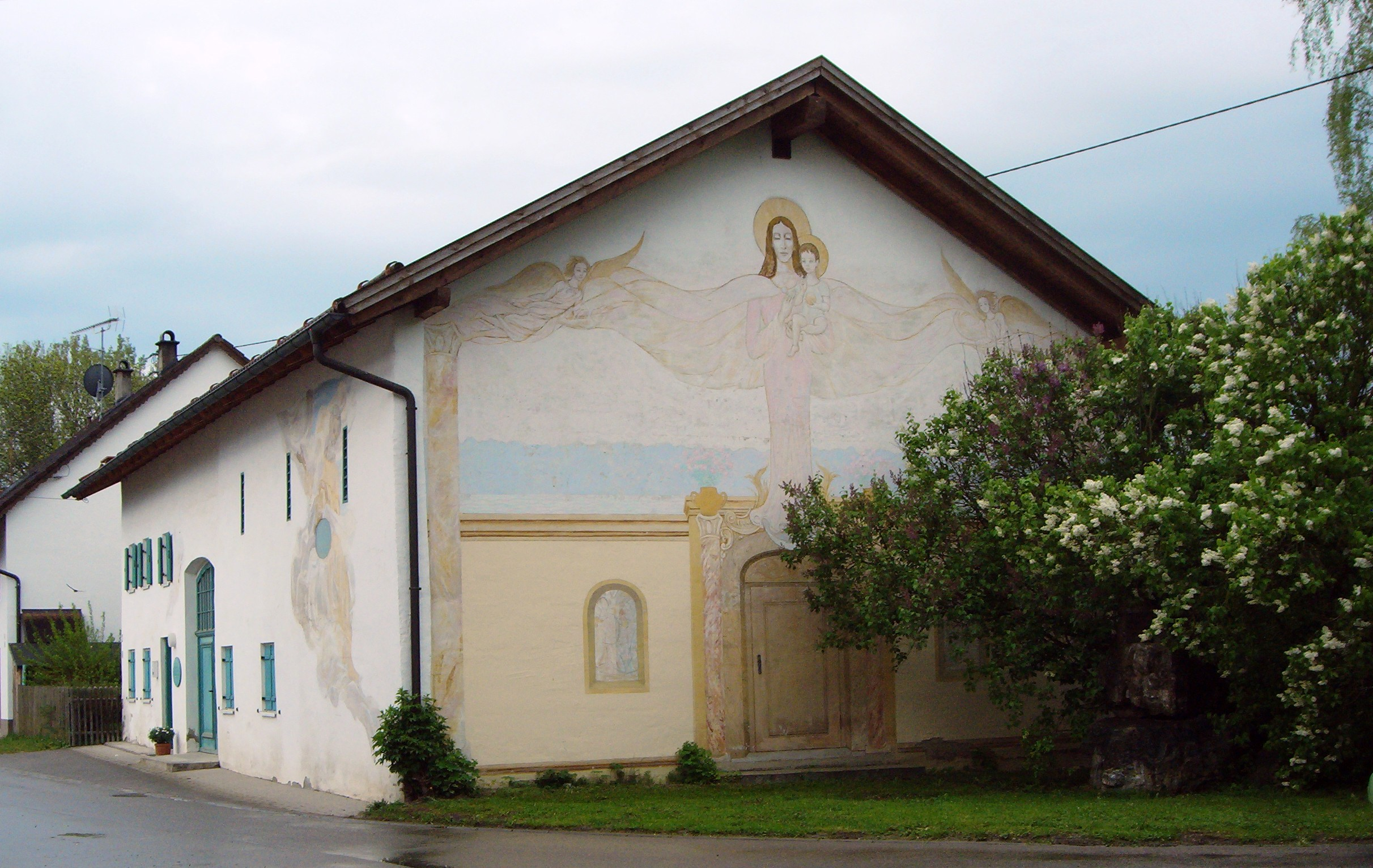
Muzeum Malury w Oberdießen

Oswald Malura (ur. 9 października 1906 w Bolesławiu, zm. 29 czerwca 2003 w Monachium) – niemiecki malarz, nauczyciel malarstwa, wystawca oraz mecenas sztuki.

## Życiorys

### Lata 1906–1945
Oswald Malura urodził się 9 października 1906 roku w Bolesławiu koło Raciborza jako najmłodsze dziecko biednego rolnika Thomasa Malury (z zawodu murarza) i jego żony Anny (z domu Kaschny). W latach 1912–1920 kształcił się w szkole powszechnej w Bolesławiu. Jako młody chłopiec marzył o byciu malarzem. W wieku 15 lat udał się do Raciborza, gdzie rozpoczął trwającą ponad trzy lata naukę malarstwa u malarza-dekoratora. Lekcje pobierane u wspomnianego nauczyciela okazały się dla Malury rozczarowaniem. Wykonując obowiązki ucznia, był skazany na ciężką pracę. W 1925 wyruszył na południe Niemiec, gdzie zatrudnił się w charakterze malarza fasadowego w Tegernsee. Dzięki zarobionym pieniądzom mógł w kolejnym roku podjąć naukę w monachijskiej Akademii Sztuki. Po dwóch latach nauki awansował do tytułu najlepszego ucznia Hermanna Groebera. Rok później udało mu się uzyskać stypendium Monsa, które wykorzystał na podróż przez Cejlon do Indii. Malura za granicą przebywał w latach 1930–1933. Podczas swego pobytu w Indiach namalował wiele obrazów, nawiązał także wiele kontaktów m.in. z Johnem Hagenbeckiem, Annie Besant, Bruno Paulem, Mahatmą Gandhim oraz Rabindranathem Tagore. W 1933 nakręcił film dokumentalny na temat Indii. Po powrocie do kraju ponownie osiadł w Monachium, gdzie pracował jako malarz. W latach 1934–1937 wystawiał swoje prace w Monachium, Raciborzu oraz Oldenburskim Towarzystwie Sztuki. W latach 1940–1945 był wcielony do służby wojskowej. W 1942 wziął ślub z Anną-Friedą Ankenbrand.

### Lata 1945–2003
Po wojnie Malura powrócił do Monachium i zajął się odbudową swojego atelier przy Hohenzollernstraße 14. W 1946 zorganizował pierwszą po wojnie galerię sztuki w Monachium. Do roku 1950 pracował jako malarz, prowadził galerię, otworzył też szkołę malarstwa i rysunku na Amalienstraße 42. W 1949 opublikował na łamach wydawnictwa Broschka reportaż zatytułowany Jako malarz w Indiach. W latach 1951–1955 odbył podróż do Ameryki Południowej, opływając ten kontynent na łodzi o długości 16 m. Podczas swojej podróży przebywał m.in. w Argentynie, Brazylii, Peru, Boliwii i Wenezueli. W międzyczasie, w roku 1952 urodził mu się syn Andrew. Po powrocie do Monachium wznowił lekcje malarstwa i rysunku oraz działalność związaną z prowadzeniem galerii. W 1955 wybudował w Oberdießen "Atelier na zboczu", gdzie później pracował, wykładał oraz organizował rozmaite spotkania. Dzięki protekcji Josepha Jaremy w 1957 Malura wziął udział w wystawie "Des aspects de l'art contemporain" w Louviers. W 1961 w galerii Malury ogłoszono pierwszych laureatów Schwabińskiej Nagrody Artystycznej. W 1964 został pierwszym laureatem Schwabińskiej Nagrody Sztuki. W 1977 kupił 200-letni dom w Oberdießen, a następnie go przebudował, by w 1981 otworzyć w nim swój własny Dom Kultury przeznaczony dla przeróżnych inicjatyw oraz spotkań artystycznych. W 1986 w roku 80. urodzin malarza w wydawnictwie Hirmera ukazał się wybór prac pod tytułem Oswald Malura – drogi do obrazu. Land Dolnej Saksonii przyznał Malurze specjalną Nagrodę Kulturalną Śląska. W 1991 zmarła żona malarza. W latach 1991–1993 odbył się remont Domu Kultury. W 1993 ponownie go otwarto, tym razem jako Muzeum Malury. Stała wystawa muzeum obejmuje 120 dzieł Malury. W 1995 Malura został przykuty do łóżka. Dzięki opiece sąsiadów mógł pozostać w swoim mieszkaniu w Monachium. W 1997 mieszkający dotąd w Stanach Zjednoczonych syn Malury, Andrew przybył do Niemiec i przejął opiekę nad chorym ojcem. Oswald Malura zmarł 29 czerwca 2003 w wieku 96 lat w swym mieszkaniu w Monachium.